# Касові видатки бюджету
Касові видатки бюджету — кошти, перераховані Державним Казначейством, або фінансовими органами та видані готівкою міністерствам, відомствам, установам. Їх облік дає змогу контролювати загальний стан виконання бюджету, а порівняння з фактичними видатками показує хід виконання бюджету по видатках.